# Barão Vermelho 2
Barão Vermelho 2 é o segundo álbum da banda de rock brasileiro Barão Vermelho, lançado em 1983.

## História
Assim como o primeiro, Barão Vermelho 2 lançado em 1983, o segundo álbum do Barão Vermelho não obtém boas vendagens. Só depois que Ney Matogrosso regrava com sucesso uma de suas faixas, "Pro Dia Nascer Feliz", é que as rádios passam a executar a versão original do Barão que se torna seu primeiro hit.

## Faixas
| N.º | Título                 | Compositor(es)                | Duração |  |
| 1.  | "Intro/Menina Mimada"  | Cazuza; Maurício Barros       | 03:16   |  |
| 2.  | "O Que A Gente Quiser" | Roberto Frejat; Naila Skórpio | 03:02   |  |
| 3.  | "Vem Comigo"           | Cazuza; Dé; Guto Goffi        | 02:41   |  |
| 4.  | "Bicho Humano"         | Cazuza; Roberto Frejat        | 03:12   |  |
| 5.  | "Largado No Mundo"     | Cazuza; Roberto Frejat        | 02:15   |  |
| 6.  | "Carne De Pescoço"     | Cazuza; Roberto Frejat        | 03:37   |  |
| 7.  | "Pro Dia Nascer Feliz" | Cazuza; Roberto Frejat        | 04:27   |  |
| 8.  | "Manhã Sem Sono"       | Cazuza; Dé                    | 03:16   |  |
| 9.  | "Carente Profissional" | Cazuza; Roberto Frejat        | 02:57   |  |
| 10. | "Blues Do Iniciante"   | Cazuza; Roberto Frejat        | 03:57   |  |

## Formação
- Cazuza: vocal
- Roberto Frejat: guitarra e violão
- Maurício Barros: teclados
- Dé: baixo
- Guto Goffi: bateria

Músicos convidados:
- Sérgio Serra: guitarra
- Zé da Gaita: gaita
- Oberdan Magalhães: sax
- Peninha: percussão
- Fred Nascimento: vocal

## Desempenho comercial

#### Vendas e certificações
| País                       | Certificação | Vendas  |
| -------------------------- | ------------ | ------- |
| Brasil (Pro-Música Brasil) |              | 500.000 |